# Sonderposten (Handel)
Im Handel werden Waren als Sonderposten (oder Rotationssortimente) bezeichnet, die aufgrund bestimmter Eigenschaften im Rahmen einer Niedrigpreisstrategie zu niedrigen Verkaufspreisen verkauft werden.

## Gründe
Gründe dafür können sein:
- Warenretouren: Stornierte Bestellungen, die nach bestimmten Vorgaben produziert und zurückgegeben wurden,
- Geschäftsauflösungen und Insolvenzen: Waren, die sich noch im Lagerbestand des Unternehmens befinden,
- Produktions- oder Lagerüberhänge: Mit zu hoher Stückzahl produzierte Waren (Überproduktion, Überbestand),
- Fehlproduktionen: Waren, die nicht nach den Vorgaben des Auftraggebers produziert wurden,
- Posten mit Verpackungsschäden,
- B-Ware: Artikel zweiter Wahl.

Handelsunternehmen, die temporäre Sonderposten anbieten, sind unter anderem Aldi, Lidl oder Penny Markt.

## Sonstiges
Sonderposten sind in der Regel vom Umtausch ausgeschlossen. Sie werden meist an Sonderpostenhändler abgegeben, die sie online weiterverkaufen oder ins Ausland exportieren.